# Coprosma obconica
Coprosma obconica là một loài thực vật có hoa trong họ Thiến thảo. Loài này được Kirk mô tả khoa học đầu tiên năm 1899.